# Gadila
Gadila är ett släkte av blötdjur. Gadila ingår i familjen Gadilidae.

## Dottertaxa tillsläktetGadila, i alfabetisk ordning[1]
- Gadila aberrans
- Gadila abruptoinflata
- Gadila acuminata
- Gadila aequalis
- Gadila agassizii
- Gadila amianta
- Gadila anguidens
- Gadila angustior
- Gadila arctus
- Gadila austinclarki
- Gadila boissevainae
- Gadila bordaensis
- Gadila boucheti
- Gadila braziliensis
- Gadila brycei
- Gadila bushii
- Gadila carlessi
- Gadila clavata
- Gadila cobbi
- Gadila desaintlaurentae
- Gadila divae
- Gadila dominguense
- Gadila doumenci
- Gadila elenae
- Gadila elephas
- Gadila fraseri
- Gadila gadus
- Gadila greenlawi
- Gadila honoluluensis
- Gadila iota
- Gadila ludbrookae
- Gadila marchadi
- Gadila mayori
- Gadila minutalis
- Gadila monodonta
- Gadila nicklesi
- Gadila olivi
- Gadila opportuna
- Gadila perpusilla
- Gadila peruviana
- Gadila platystoma
- Gadila pocula
- Gadila providensis
- Gadila pseudolivae
- Gadila rastridens
- Gadila regularis
- Gadila sagamiensis
- Gadila sauridens
- Gadila senegalensis
- Gadila singaporensis
- Gadila spreta
- Gadila strangulata
- Gadila striata
- Gadila subcolubridens
- Gadila subula
- Gadila tolmiei
- Gadila watsoni
- Gadila verrilli
- Gadila whitneyae
- Gadila virginalis
- Gadila vulpidens
- Gadila zonata